# Thomas Koenig
Pour les articles homonymes, voir Koenig.
Thomas Koenig, né le 15 août 1997 à Belfort, est un archer français.

## Carrière
Thomas Koenig est médaillé d'or par équipes en tir à l'arc classique avec Thomas Antoine et Lucas Daniel aux Championnats du monde de tir à l'arc en salle 2014 à Nîmes, puis avec Jean-Charles Valladont et Pierre Plihon aux Championnats d'Europe 2014.
Aux Championnats d'Europe de tir à l'arc en salle 2017, il remporte la médaille de bronze en tir à l'arc classique individuel junior.